# Rusty Egan
Rusty Egan, född 19 september 1957, är en brittisk musiker och DJ. Han var trummis i det brittiska New Wave-bandet The Rich Kids, (startat av den före detta basisten och sångaren Glen Matlock i punkbandet Sex Pistols, med Steve New som gitarrist och sångare samt Midge Ure som gitarrist, sångare och keyboardspelare) från starten i mars 1977 till splittrandet i december 1978. Egan fortsatte att arbeta med Ure, och blev senare medlem i grupperna The Misfits, The Skids och Visage. Han återvände inte till Visage förrän deras återförening i slutet på 1990-talet.
Mellan 1979 och 1981 var Egan DJ på den inflytelserika nattklubben Blitz med New romantic-musik i London. Där introducerade han tysk (Kraftwerk), japansk (Yellow Magic Orchestra) och brittisk (Eno, Ultravox och Landscape) elektro/synthpop för den brittiska klubbscenen, och satte nästan helt på egen hand ramen för New romantic-rörelsen. Han ägde också The Cage, en skivaffär med new romantic-musik i King's Road i London. Allteftersom Blitz växte i popularitet blev Egan känd som en viktig person i Londons nattliv. 1982 startade han den idag välkända Camden Palace i London, där han fortsatte att sprida och influera utvecklingen av elektromusik i Storbritannien. Ett tag producerade han skivorna till många av de band han brukade använda som DJ, till exempel Spear of Destiny, Visage och The Senate.
För närvarande arbetar han som DJ på nattklubben Boujis i London, där han spelar och promotar 1980-talsinspirerade synthpop- och elektromusik.